# Daisuke Andou
Die (Mie, 20 dicembre 1974) è un chitarrista giapponese del gruppo musicale Dir en grey.

## Biografia
Prima che si formassero i Dir en grey con l'avvento del bassista Toshiya, ha suonato nei ka･za･ri e nei La:Sadie's.
Il suo ruolo nel gruppo è generalmente quello di accompagnare i ritmi della chitarra del leader Kaoru; è inoltre responsabile della maggior parte delle esecuzioni con chitarra acustica.
Ha composto alcune musiche insieme agli altri membri, in particolare Yokan, Rasetsukoku, Audrey e Children.